# Gouesnou
Gouesnou település Franciaországban, Finistère megyében. Lakosainak száma 6412 fő (2022. január 1.). Gouesnou Plabennec, Bourg-Blanc, Brest és Guipavas községekkel határos.

## Népesség
A település népességének változása:
| Lakosok száma | 2543 | 4061 | 5417 | 6137 | 5845 | 6009 | 6116 | 6215 | 6281 | 6412 |
|               | 1968 | 1982 | 1990 | 2006 | 2013 | 2015 | 2017 | 2019 | 2020 | 2022 |